# 라틴 록
라틴 록(Latin rock)은 전통적인 사운드와 라틴 아메리카와 카리브해 포크의 요소를 록 음악과 함께 녹여내는 음악 하위 장르를 설명하는 용어이다. 하지만, 그것은 스페인어나 포르투갈어의 보컬을 특징으로 하는 어떤 종류의 록 음악을 언급하는 데 영어 미디어에서 널리 사용되고 있다. 이 사실은 용어의 범위에 대한 논란을 일으켰다.

## 용어에 대한 논란
1990년대 후반, 미국에서 라틴어 인구의 증가 (스페인어와 비인기 용어 "히스패닉"의 잘못되고 혼란스러운 사용으로 인해 1960년대 이후 대중화됨)는 라틴 음악 아카데미를 국립 음반 예술 과학 학부 학부로 설립하도록 이끌었다. 또한 2000년에 라틴 그래미 어워드가 만들어졌다. 따라서, 영국 언론의 상당 부분은 스페인어로 된 보컬을 특징으로 하는 모든 종류의 음악을 "라틴 음악"이라고 부르기 시작했다.
이 용어는 일부 중남미 국가들에서 큰 성공을 거두었고, 그 지역 언론들이 새로운 용어를 사용하기 시작했다. 이 현상은 "라틴 록"이라는 용어의 사용을 원래 것과 완전히 다른 의미로 확산시켰다. 이것은 많은 사람들 사이에 논쟁과 혼란으로 이어졌다.

## 같이 보기
- 라틴 재즈
- 트로피칼리아
- 치카노 록